# Nikita (pel·lícula)
Nikita és una pel·lícula franco-italiana de 1990, del gènere policíac, dirigida per Luc Besson. Protagonitzada per Anne Parillaud, Tchéky Karyo, Jeanne Moreau, Jean-Hugues Anglade i Jean Ren. Ha estat doblada al català.
Guanyadora del premi César 1991 a la millor actriu (Anne Parillaud) i candidata a vuit premis més. Guanyadora del premi David di Donatello a la millor actriu (Anne Parillaud)
Aquesta pel·lícula va donar origen a una sèrie de televisió canadenca protagonitzada per Peta Wilson anomenada La Femme Nikita i al setembre de 2010 va tornar a ser adaptada en forma de sèrie de televisió per la CBS on Nikita és interpretada per la nord-americana d'origen asiàtic Maggie Q.

## Argument
Una jove de 19 anys (Anne Parillaud) desarrelada, d'una colla i addicta a les drogues, és empresonada després d'haver comès diversos robatoris i assassinats. Però les autoritats s'adonen que té alguna cosa especial que la fa diferent als altres i que pot convertir-se en una arma mortífera. Per això la inclouen en un programa secret de formació de sicaris on l'entrenen amb duresa i li assignen una nova identitat: Joséphine. Des d'ara, la seva missió serà matar en benefici dels interessos del govern francès.

## Repartiment
- Anne Parillaud: Nikita
- Tchéky Karyo: Bob
- Jeanne Moreau: Amanda
- Jean-Hugues Anglade: Marco
- Marc Duret: Rico
- Jean Reno: Victor

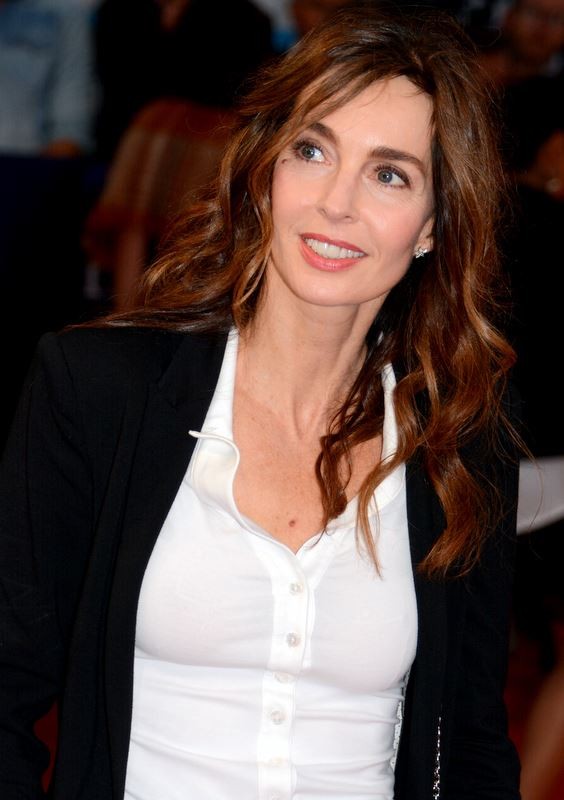
Anne Parillaud interpreta Nikita.
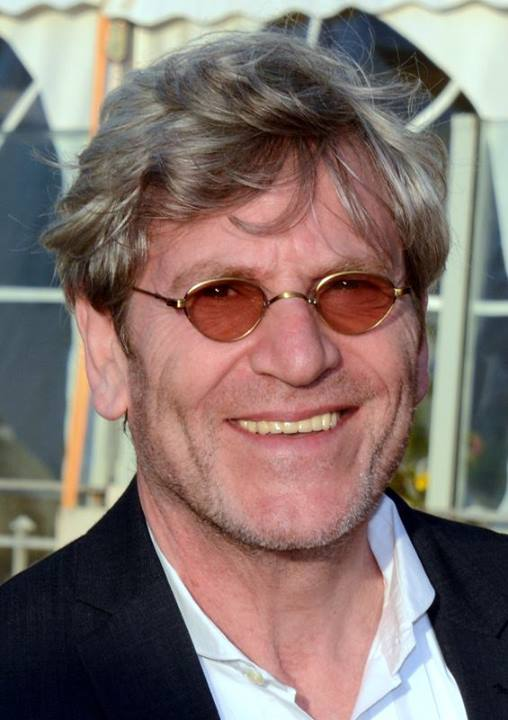
Tchéky Karyo interpreta Bob.
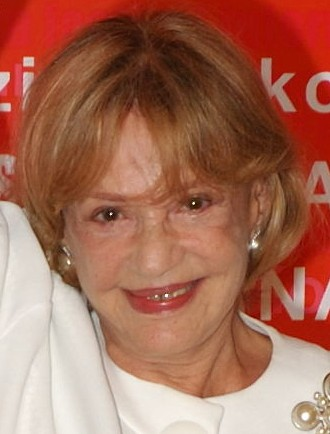
Jeanne Moreau interpreta Amanda.
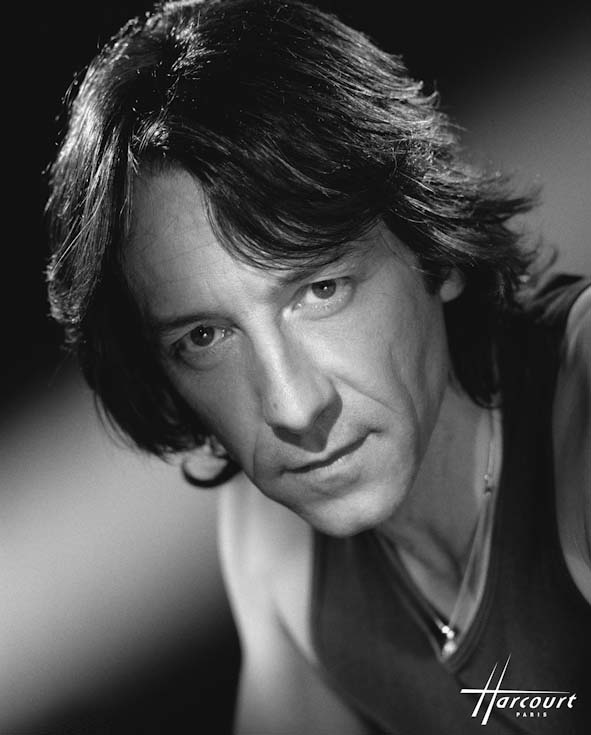
Jean-Hugues Anglade interpreta Marco.
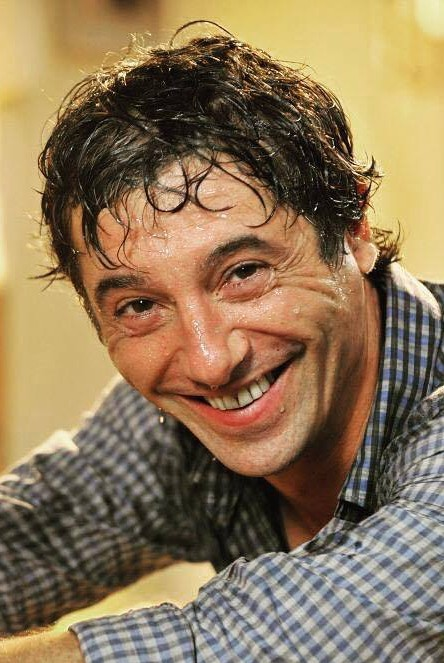
Marc Duret interpreta Rico.
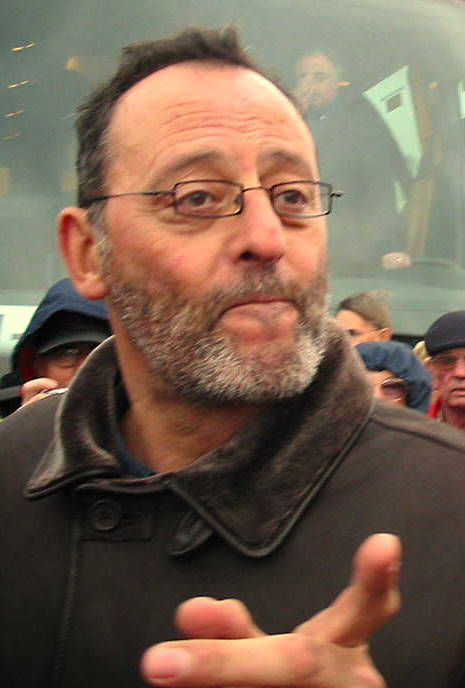
Jean Reno interpreta Victor.